# Top Gear (2002)
Top Gear é uma série de televisão britânica sobre veículos automotores, principalmente carros, reconhecido como o programa de televisão factual mais assistido no mundo pelo Guiness Book of Records. Começou em 1977, como um programa de automobilismo convencional. Ao longo do tempo, e, especialmente, após o relançamento em 2002, foi se tornando um programa com estilo peculiar, humorístico e às vezes controverso. Os apresentadores originais da série são Jeremy Clarkson, Richard Hammond e Jason Dawe, posteriormente substituído por James May. Em 25 de março 2015, a BBC informou que o contrato de Clarkson, principal apresentador, não seria renovado. Após a saída de Clarkson, tanto os ex-co-apresentadores Richard Hammond e James May como produtor executivo do programa, Andy Wilman, anunciaram que não voltariam para o programa sem ele. Os três apresentadores e o produtor foram para o programa da Amazon Prime, The Grand Tour. Assim, foram substituídos por novos apresentadores: Chris Evans (que apenas apresentou a 23ª temporada), Matt LeBlanc, Rory Reid, Sabine Schmitz, Chris Harris e Eddie Jordan. O programa também contou com pelo menos três pilotos de testes diferentes, conhecidos como "The Stig".
Os primeiros episódios começaram a ser transmitidos no Reino Unido no canal BBC Two e, a partir da 20ª temporada, BBC HD. O programa também é exibido em televisões a cabo nos Estados Unidos pela BBC America, na América Latina pela BBC Entertainment e na Europa pela BBC Knowledge.

## História
Jeremy Clarkson e produtor Andy Wilman conseguiram com sucesso um novo formato para o Top Gear na BBC, revertendo uma decisão anterior de cancelar o programa em 2001. A nova série foi transmitida pela primeira vez em 2002. Em vez de usar um estúdio de TV convencional, o estúdio do Top Gear está localizado no Autódromo de Dunsfold, um aeroporto em Waverley, Surrey. O programa usa um circuito de corrida projetado pela Lotus nas vias do aeroporto. Um grande hangar é utilizado para o estúdio de gravação com o público de pé. A entrada é gratuita, porém, a lista de espera ultrapassa 336 mil pessoas, estimada em mais de 21 anos de espera.
O novo formato é relativamente diferente do antigo, sendo agora apresentado por Jeremy Clarkson, Richard Hammond e Jason Dawe, substituído por James May na 2ª temporada. Um piloto anônimo apelidado de "Stig" também foi introduzido no novo formato. Novos quadros foram introduzidos, como "Estrela em um carro de preço razoável" (Star in a Reasonably Priced Car), "The Cool Wall", "The News", um quadro de voltas rápidas e corridas, desafios, e regularmente a destruição de trailers, assim como alguns Morris Marina, que, sempre que aparecem, são destruídos de alguma forma.
Em 2006, algumas modificações foram feitas, como a introdução de um novo carro de preço razoável, novo estúdio e um cão (apelidado de "Top Gear Dog", ou simplesmente "T.G.").
Em setembro de 2006, Richard Hammond foi seriamente ferido após um acidente com um carro de drag racing a jato a mais de 505 km/h, para uma futura demonstração no programa. A BBC adiou a transmissão de Top Gear até a recuperação de Richard. As filmagens retornaram em 5 de outubro de 2006. A nona temporada iniciou em 28 de janeiro de 2007, incluindo as cenas do acidente de Richard. O primeiro episódio da nona temporada atraiu mais audiência que a final de Big Brother. O último episódio da temporada contou com mais de 8 milhões de telespectadores – a maior audiência já registrada pela BBC Two há mais de uma década.
Um especial de longa duração da série norte-americana 60 Minutes falou sobre o programa automotivo e atraiu 16 milhões de telespectadores em 2010 (que foi a maior audiência da série), ressaltando a contínua popularidade do programa.
A 22ª temporada foi a mais polêmica. Clarkson utilizou uma placa que remetia à Guerra das Malvinas (H982 FKL) no especial da Patagônia; a equipe foi apedrejada por manifestantes furiosos. Depois, o apresentador se envolveu em outro incidente com um dos produtores. Este último caso levou a sua suspensão e posterior demissão. Após a série de acontecimentos, James May anunciou que não retornaria ao programa afirmando que "eu e Hammond com um Jeremy substituto é um descomeço". No mesmo dia, foi confirmado que o produtor executivo Andy Wilman também abandonou o programa causado pelo demissão de Clarkson. Pouco após, Hammond também confirmou sua saída do programa. O último episódio da temporada foi feito com Hammond e May no estúdio, com uma compilação dos episódios que seriam exibidos. No final, May e Hammond ressaltaram o "adeus" e os créditos foram passados em silêncio.
Na 23ª temporada, o programa sofreu algumas alterações no formato. Seis novos apresentadores foram introduzidos, Chris Evans, Matt LeBlanc, Rory Reid, Sabine Schmitz, Chris Harris e Eddie Jordan. A audiência da nova temporada foi decrescente e menor que as temporadas anteriores. O principal apresentador (Evans) foi duramente criticado por gritar muito, ficar pulando no estúdio, e pela maneira que trata os demais apresentadores. No final da temporada, Evans anunciou sua saída, provavelmente decorrente do criticismo direcionado a ele e da baixa audiência no último episódio (1,9 milhão).
Andrew "Freddie" Flintoff juntou-se ao Top Gear da BBC One em 2019, ao lado de Paddy McGuinness e Chris.
O fim de Top Gear foi em 21 de novembro de 2023 confirmado pela BBC devido ao grave acidente em 2022 que quase tirou a vida ao apresentador Andrew "Freddie" Flintoff que se despistou a bordo de um Morgan Super 3 (duas rodas à frente e uma atrás) nas filmagens para mais um episódio da série no aeródromo Dunsfold Park, no Surrey, quando "voava" sobre o alcatrão a mais de 200 km/hora.

## Conteúdo
O programa apresenta conteúdo diverso, dentre os quais se destacam análises de veículos em condições tradicionais e/ou imprevisíveis; desafios propostos ao trio de apresentadores, em que, geralmente, cada um adquire um veículo usado com uma verba disponibilizada pelo programa para se enfrentarem em diferentes provas; comparativos entre veículos e outros meios de transporte, valorizando o desempenho do automóvel; grandes viagens internacionais dentro de veículos novos ou usados; notícias do mundo automotivo; o "Cool Wall", em que Jeremy e Richard distribuem imagens de veículos em uma parede de acordo com o nível de interesse do automóvel despertado nos dois; celebridades ou pilotos profissionais conduzindo "carros de preço razoável" na pista de testes do programa, no autódromo de Dunsfold. Esta mesma pista é utilizada pelo Stig para conduzir veículos em voltas cronometradas, onde cada veículo é colocado no quadro de voltas rápidas juntamente com seu tempo.

### Corridas
Regularmente, há corridas comparativas de diferentes métodos de locomoção ou diferentes veículos. Esta parte é normalmente editada para retratar o resultado como o mais próximo possível e esconder o vencedor até o final da corrida. Uma série de corridas de resistência com baixa verba são transmitidas para testar as vantagens e fraquezas dos carros, inclusive dos próprios apresentadores.

### Desafios

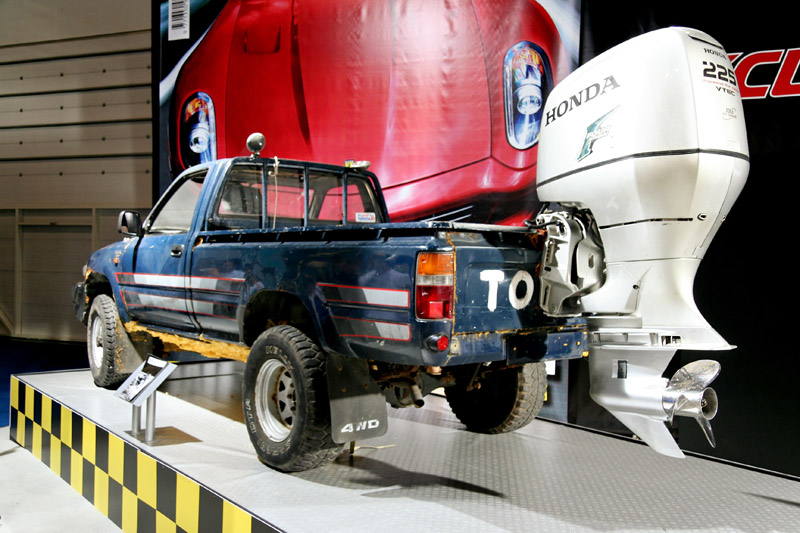
"Toybota", um Toyota Hilux modificado por Jeremy Clarkson no desafio dos veículos anfíbios.

Nas primeiras temporadas, os desafios eram principalmente de curta-metragem, normalmente premissas absurdas, tais como um salto de ônibus sobre motocicletas (o cenário mais típico seria o oposto) ou uma freira dirigindo um caminhão monstro. A partir da 5ª temporada, os desafios de longa-metragem foram introduzidos com a clássica frase dita por Clarkson: "Quão difícil pode ser?". Esta parte do programa inclui desafios como construir uma minivan conversível, construir e dirigir carros anfíbios, participar de corridas de resistência, entre outros.
A partir da 4ª temporada, um episódio de cada série tem apresentado desafios de baixo orçamento, para comprar um veículo usado em conformidade com os critérios. Uma vez adquirido, os apresentadores competem uns contra os outros em uma série de desafios para estabelecer quem comprou o melhor carro. Os apresentadores não têm conhecimento prévio de que testes serão, embora eles normalmente se envolvem em viagens longas para avaliar a confiabilidade e economia de combustível dos carros, e um evento em uma pista de corrida para determinar qual é o mais rápido.
Muitos dos veículos usados estão em exposição no "World of Top Gear" no museu nacional do motor, em Beaulieu.
Os correios da Ilha de Man emitiram um conjunto de seis selos com uma seleção dos desafios automotivos mais bizarros e engenhosos apresentados no Top Gear.

### Especiais
Os especiais começaram em 2007, exibindo os três apresentadores dirigindo em uma viagem de longa distância, com carros de orçamento limitado. A única exceção é o especial das Olimpíadas de Inverno, onde há uma série de eventos sem veículos fixos.
| Mês e ano         | Episódio                       | Título                  | Veículo de Hammond                       | Veículo de Clarkson                           | Veículo de James                            | Carro reserva                              | Orçamento                      | Missão |
| ----------------- | ------------------------------ | ----------------------- | ---------------------------------------- | --------------------------------------------- | ------------------------------------------- | ------------------------------------------ | ------------------------------ | --- |
| Fevereiro de 2006 | 7ª temporada, episódio 7       | Olimpíadas de inverno   | —                                        | —                                             | —                                           | —                                          | —                              | Veículos das olimpíadas de inverno. |
| Fevereiro de 2007 | 9ª temporada, episódio 3       | Especial Estados Unidos | Dodge Ram 1992                           | Chevrolet Camaro RS 1989 (escolhido vencedor) | Cadillac Fleetwood Brougham 1989            | —                                          | mil dólares                    | Dirigir de Miami até Nova Orleans atravessando 4 estados em carros usados.                                                                         |
| Julho de 2007     | 9ª temporada, episódio 8       | Especial Polar          | Trenó puxado por cães (com Matty McNair) | Toyota Hilux 2007 modificado (vencedor)       | Toyota Hilux 2007 modificado (vencedor)     | —                                          | —                              | Dirigir de Resolute até o Polo norte magnético. |
| Novembro de 2007  | 10ª temporada, episódio 4      | Especial Botswana       | Opel Kadett 1963                         | Lancia Beta Coupe 1981                        | Mercedes-Benz 230E 1985                     | Volkswagen Fusca 1968 (escolhido vencedor) | £1.500                         | Viagem a partir da fronteira do Zimbabwe para a fronteira com a Namíbia, uma viagem de 1610 km em carros usados disponíveis no país.               |
| Dezembro de 2008  | 12ª temporada, episódio 8      | Especial Vietnã         | Minsk 125cc 1992                         | Piaggio Vespa scooter 1981 (vencedor)         | Honda Super Cub 50cc                        | Honda CF50 com pintura norte-americana     | 15.000.000₫ (aprox. US$1.000)  | Viagem de Saigon para Hạ Long por oito dias em motos usadas.                                                                                       |
| Dezembro de 2009  | 14ª temporada, episódio 6      | Especial Bolívia        | Toyota Land Cruiser 1974                 | Range Rover 1984 (vencedor)                   | Suzuki Samurai 1988                         | —                                          | £3.500                         | Fazer uma trilha de 1610 quilômetros na floresta boliviana até a costa pacífica do Chile em veículos 4x4 comprados online.                         |
| Dezembro de 2010  | 16ª temporada, episódio 0      | Especial Oriente Médio  | Fiat Barchetta 2000 (escolhido vencedor) | Mazda MX-5 2000                               | BMW Z3 1998                                 | Opel Astra Cabriolet 1995                  | £3.500 James May gastou £3.966 | Viagem a partir do norte do Iraque até Belém em conversíveis de dois lugares usados.                                                               |
| Dezembro de 2011  | 18ª temporada, episódio 0      | Especial Índia          | Mini Cooper 2000 (vencedores)            | Jaguar XJS 1995 (vencedores)                  | Rolls-Royce Silver Shadow 1975 (vencedores) | Austin Allegro 1979                        | £7.000                         | Viagem atravessando a Índia de Mumbai até a fronteira chinesa em veículos produzidos na Inglaterra.                                                |
| Março de 2013     | 19ª temporada, episódios 6 e 7 | Especial África         | Subaru Impreza WRX Estate 2002           | BMW 528i Touring 1999                         | Volvo 850R Wagon 1996 (vencedor)            | Ford Scorpio Ghia Estate 1998              | £1.500                         | Encontrar a verdadeira nascente do Rio Nilo dirigindo SW usadas.                                                                                   |
| Março de 2014     | 21ª temporada, episódios 6 e 7 | Especial Birmânia       | Isuzu TXD (vencedores)                   | Isuzu TXD (vencedores)                        | Hino Ranger (vencedores)                    | —                                          | "Orçamento limitado"           | Atravessar a Birmânia para construir uma ponto sobre o rio Kwai. A ponte foi construída por engano sobre o rio Kok.                                |
| Dezembro de 2014  | 22ª temporada (2 episódios)    | Especial Patagônia      | Ford Mustang Mach 1                      | Porsche 928 GT                                | Lotus Esprit V8                             | Citroën 2CV                                | Desconhecido                   | Uma viagem de 2.600 quilômetros pela Patagônia para a cidade mais ao sul do mundo, para assim realizar um jogo de carros épico contra a Argentina. |

### Estrela em um carro de preço razoável
Em inglês "Star in a Reasonably Priced Car", é uma parte do programa que ocorre em todo episódio, com exceção de especiais. Uma celebridade é entrevistada por Jeremy Clarkson. Em seguida, mostra-se essa celebridade dando uma volta no circuito. Os tempos são gravados em uma tabela de tempos. Na primeira até a sétima temporada, o carro razoável foi o Suzuki Liana.
No início da oitava temporada, o Liana foi substituído pelo Chevrolet Lacetti. Como o Lacetti é mais potente, a tabela de tempos teve seus tempos retirados, o que permitiu com que várias celebridades voltassem ao programa, como Boris Johnson, atual Primeiro-ministro do Reino Unido. A forma de cravar uma volta rápida também mudou: agora, cada celebridade terá 5 voltas de treino e uma única volta cronometrada. Na volta cronometrada, não é dada uma segunda chance em caso de erros, como aconteceu com Peter Jones. Antes, a celebridade fazia 5 voltas, a mais rápida destas seria a definitiva.
O Lacetti foi substituído na 15ª temporada pelo KIA Cee'd, sendo substituído na 20ª temporada pelo Vauxhall Astra "Tech Line".
Ellen MacArthur marcou o tempo de volta mais rápida no Suzuki Liana, 1:46,7. A volta mais rápida no Chevrolet Lacetti foi a do Jay Kay, com um tempo de 1:45,83. O tempo mais rápido no Kia Cee'd foi o de Matt LeBlanc, que conseguiu 1:42,1. Até o momento, o tempo mais rápido no Vauxhall Astra é o do cantor e compositor inglês Olly Murs, que cravou 1:44,6 em fevereiro de 2015.
Michael Gambon virou a última curva da pista em duas rodas, o que levou Clarkson a renomear a curva para "Gambon" em homenagem a façanha. Lionel Richie e Trevor Eve perderam uma roda e David Soul destruiu a embreagem tanto o carro principal quanto dos carros back-up.
Há uma tabela separada para estrelas da fórmula um. Daniel Ricciardo até o momento o líder da tabela, com um tempo de 1:42,2. Todas as estrelas de formula um que participaram fizeram a volta no Suzuki Liana.
Aqui há um adendo importante a ser mencionado:
O Liana original foi "trocado" por um modelo de maior potência após o teste de Rubens Barichello que bateu o tempo do então Stig, Ben Collins. Os pilotos "pós-Barichello", com exceção de Daniel Ricciardo conseguiram baixar seus tempos com mais de uma tentativa. Lewis Hamilton, Mark Webber alegaram pista molhada na ocasião da primeira tentativa e voltaram ao programa para nova tentativa e Sebastian Vettel bateu o Liana na primeira curva ao tentar uma pilotagem extremamente agressiva, forçando outra troca do Liana, fato editado e que não foi ao ar. O tempo de Barichello, que foi alcançado com tempo úmido - sereno forte -  ficou no topo por quase dois anos, batido por Webber em sua segunda tentativa.
Motivo de orgulho nos paddocks da F1, Barichello usava uma camiseta escrito em Inglês "Eu ganhei do Stig", fato copiado pelos outros pilotos que alcançaram o feito depois dele.
Há a especulação que Michael Schummaker não aceitou nenhum dos diversos convites feitos pelo Top Gear para participar da prova para não ser comparado a outros pilotos com o mesmo equipamento. Participou de um especial na 13a temporada, sendo revelado como o Stig atrás do capacete espelhado, porém não passou de uma piada e seu tempo não foi revelado.
Também foi proposto por Clarkson um especial com vários pilotos da F1, porém a agenda dos pilotos não permitiu a gravação.

### Voltas rápidas

pista de testes do programa Top Gear

Nesse segmento, o Stig completa uma volta no circuito Top Gear Test Track para compará-la com vários outros carros. A pista tem 2,82 km e foi desenhada pela Lotus.
O primeiro carro a cravar uma volta no circuito foi o Pagani Zonda C12 7.3L, que estabeleceu um tempo de 1:23,8 no primeiro episódio do programa.
As qualificações para a tabela de tempos exigem que o carro seja de rua, disponível à compra, não modificado e que consiga passar por uma lombada. Há uma lista não oficial separada para carros que não obedeçam esses critérios, como o Aston Martin DB9R de Le Mans.
Os veículos que registaram tempos de volta inelegíveis na pista incluem o Renault F1 (0:59.0) e o Caparo T1 (1:10.6), ambos desqualificados devido à exigência da lombada, assim como o Ferrari FXX (1:10.7), que foi desclassificado por usar pneus slick. O Pagani Zonda R cravou um tempo de 1:08,5, mas foi desclassificado por não ser um carro de rua.
 O carro mais rápido que o cumpre todos os requisitos é o Pagani Huayra com o tempo de 1:13.8, meio segundo mais rápido que o segundo colocado, o BAC Mono.

### O Cool Wall
Introduzido no sexto episódio da primeira temporada, Clarkson e Hammond decidem quais carros são "cool" e quais não são, colocando as fotografias dos automóveis para várias seções de um grande quadro, conhecido como "Cool Wall'. As categorias são, da esquerda para a direita; "Seriamente Uncool", "Uncool", "Cool", "Sub Zero", e a "Geladeira Super Cool". De acordo com Andy Wilman, produtor da série, o fator de quão "cool" um carro é depende de vários atributos que não são, necessariamente, relacionadas com a qualidade do próprio carro. Por exemplo, Wilman sugere que "os carros da moda", como o Audi TT, Chrysler PT Cruiser, Jaguar S-type e Volkswagen Beetle são "uncool" porque "fazem um enorme impacto por cinco minutos e depois parecem clichês e ridículos." Além disso, se um apresentador Top Gear possuir algum automóvel, este vai automaticamente para a seção "Seriamente Uncool", podendo ser reavaliado após vendido. A "Geladeira Super Cool" foi originalmente concebido para o Aston Martin DB9, mas desde então, outros carros foram promovidos para esta seção.
No programa, Clarkson afirmou que carros são julgados pelo grau em que ele acreditava que iria impressionar a atriz Kristin Scott Thomas, e, mais tarde, a jornalista da BBC, Fiona Bruce. Ambas foram convidadas para ser a estrela em um carro de preço razoável; quando Kristin Scott Thomas apareceu no programa (9ª temporada, episódio 5), muitos de seus próprios julgamentos em que os carros eram "cool" e "uncool" eram o oposto dos veredictos do programa (por exemplo, seu próprio carro é o G-Wiz, anteriormente apelidado de "uncool" ). Mais tarde, quando Fiona Bruce foi convidada na 11ª temporada, ela deixou Clarkson visivelmente horrorizado quando disse que sua escolha preferida de transporte era um Citroën C4 Picasso.

### Esportes
Os episódios de Top Gear são caracterizados por uma série de corridas, mas também por competições de automobilismo incomuns. Esportes com bola já foram jogados, utilizando carros para jogar futebol, rugby e hóquei no gelo, inclusive tênis (com a ajuda de muitas edições). Em 2006, os apresentadores utilizaram vários esportes no especial das Olimpíadas de Inverno, incluindo um biatlo com carros e tiro.

### Carro do ano
No final de cada temporada no outono, os apresentadores dão um prêmio ao seu carro favorito do ano. O único critério de avaliação é que todos os três apresentadores devem chegar a uma escolha unânime. Os vencedores dos últimos anos são:
| Ano  | Carro                                                                     |
| ---- | ------------------------------------------------------------------------- |
| 2002 | Land Rover Range Rover                                                    |
| 2003 | Rolls-Royce Phantom                                                       |
| 2004 | Volkswagen Golf GTI                                                       |
| 2005 | Bugatti Veyron                                                            |
| 2006 | Lamborghini Gallardo Spyder                                               |
| 2007 | Subaru Legacy Outback/Ford Mondeo(ambos vencedores escolhidos no estúdio) |
| 2008 | Caterham Seven R500                                                       |
| 2009 | Lamborghini Gallardo LP550-2 Valentino Balboni                            |
| 2010 | Citroën DS3                                                               |
| 2011 | Range Rover Evoque                                                        |
| 2012 | Toyota GT86                                                               |
| 2013 | Ford Fiesta ST                                                            |
| 2014 | Toyota 4Runner                                                            |

### Carro da década
No episódio final da 14ª temporada, (transmitido em 03 de janeiro de 2010) durante a cerimônia de premiação Top Gear, Clarkson decidiu que, sendo o fim da década, eles também poderiam anunciar o prêmio "Carro da Década". Clarkson comentou que o vencedor, o Bugatti Veyron, era o único carro realmente digno do prêmio. Uma vez que o formato atual do Top Gear começou na década de 2000, houve apenas um prêmio até agora.

## Episódios
| Temporada | Temporada | Episódios | Exibição original      | Exibição original       | Audiência no RU (média em milhões) |
| Temporada | Temporada | Episódios | Estreia de temporada   | Final da temporada      | Audiência no RU (média em milhões) |
| --------- | --------- | --------- | ---------------------- | ----------------------- | ---------------------------------- |
|           | 1         | 10        | 20 de outubro de 2002  | 29 de dezembro de 2002  | 3,40                               |
|           | 2         | 10        | 11 de maio de 2003     | 20 de julho de 2003     | 3,19                               |
|           | 3         | 9         | 26 de outubro de 2003  | 28 de dezembro de 2003  | 4,03                               |
|           | 4         | 10        | 9 de maio de 2004      | 1 de agosto de 2004     | 3,48                               |
|           | 5         | 9         | 24 de outubro de 2004  | 26 de dezembro de 2004  | 4,15                               |
|           | 6         | 11        | 22 de maio de 2005     | 7 de agosto de 2005     | 4,21                               |
|           | 7         | 7         | 13 de novembro de 2005 | 12 de fevereiro de 2006 | 4,61                               |
|           | 8         | 8         | 7 de maio de 2006      | 30 de julho de 2006     | 4,45                               |
|           | 9         | 6         | 28 de janeiro de 2007  | 4 de março de 2007      | 7,45                               |
|           | 10        | 10        | 7 de outubro de 2007   | 23 de dezembro de 2007  | 7,00                               |
|           | 11        | 6         | 22 de junho de 2008    | 27 de julho de 2008     | 5,94                               |
|           | 12        | 8         | 2 de novembro de 2008  | 28 de dezembro de 2008  | 7,32                               |
|           | 13        | 7         | 21 de junho de 2009    | 2 de agosto de 2009     | 7,17                               |
|           | 14        | 7         | 15 de novembro de 2009 | 3 de janeiro de 2010    | 6,32                               |
|           | 15        | 6         | 27 de junho de 2010    | 1 de agosto de 2010     | 5,76                               |
|           | 16        | 8         | 21 de dezembro de 2010 | 27 de fevereiro de 2011 | 6,33                               |
|           | 17        | 6         | 26 de junho de 2011    | 31 de julho de 2011     | 5,38                               |
|           | 18        | 8         | 29 de janeiro de 2012  | 11 de março de 2012     | 5,11                               |
|           | 19        | 7         | 27 de janeiro de 2013  | 10 de março de 2013     | 5,17                               |
|           | 20        | 6         | 30 de junho de 2013    | 4 de agosto de 2013     | 5,31                               |
|           | 21        | 7         | 2 de fevereiro de 2014 | 16 de março de 2014     | 6,49                               |
|           | 22        | 10        | 27 de dezembro de 2014 | 28 de junho de 2015     | 6,51                               |
|           | 23        | 6         | 29 de maio de 2016     | 3 de julho de 2016      | 2,75                               |

## Stig
O Stig é o piloto de corridas do programa. O seu papel principal é dar voltas rápidas nas pistas e cravar um tempo rápido com determinados veículos testados no programa, assim como instruir celebridades convidadas para o segmento "Estrela em um Carro de Preço Razoável". O personagem atua como um piloto de corridas misterioso que ninguém sabe quem na verdade é. Ele não se comunica, nem tira o capacete durante as filmagens para não mostrar a sua verdadeira identidade.
Ao relançar o programa, Andy Wilman e Jeremy Clarkson precisavam de algum piloto profissional, porém, não conseguiam encontrar algum piloto que conseguisse ter habilidade suficiente para falar para as câmeras. Assim, Jeremy Clarkson decidiu que o piloto não precisaria falar, sugerindo que o mesmo fosse anônimo. "Stig" é uma alcunha que era dada aos novos alunos que entravam na Repton School, escola que Jeremy Clarkson e Andy Wilman frequentaram juntos.
Para manter sua identidade anônima, seu rosto não é revelado no set, nem mesmo as celebridades convidadas podem ver ou falar com ele. Ele permanece de capacete durante todo o programa, tendo seu próprio quarto privado para se vestir e comer. Apenas alguns da equipe do Top Gear sabem sua verdadeira identidade, como os responsáveis pela produção, os próprios apresentadores e produtores.
Sua introdução no programa começa com a clássica frase "Alguns dizem..." seguida de um comentário irônico, sarcástico ou humorístico, normalmente feito por Clarkson.
Nesta série, já apareceram três Stigs: o Stig Preto, o Stig Branco e o Segundo Stig Branco.

### Stig preto
O Stig preto foi o primeiro a aparecer no programa. Revelado como sendo o piloto de testes Perry McCarthy, apareceu em 22 episódios, sendo referido como o "Stig original".
McCarthy foi escalado como o Stig após se encontrar com Clarkson no lançamento da sua autobiografia. Após o fim da primeira temporada, o Sunday Mirror publicou em janeiro de 2003 que McCarthy era o Stig. Perry respondeu que "eu não sei quem é o Stig e não posso dizer mais nada além disso". Após o término da segunda temporada, Perry publicou a segunda edição de sua autobiografia, onde confirmava ser o Stig.
Assim, no início da 3ª temporada, foi criada uma cena em que o Stig preto pula no convés de um HMS Invincible e acaba "morto", após Jeremy Clarkson revelar que a luva de sua mão foi a única coisa que os mergulhadores conseguiram encontrar. De acordo com McCarthy, "tentamos fazer uma cena mais próxima do estilo James Bond possível." Esta cena foi criada para introduzir o novo Stig.

### Stig branco
O primeiro Stig branco foi introduzido em novembro de 2003, logo após a saída do Stig anterior. Sua identidade permaneceu secreta até ser revelado como Ben Collins em agosto de 2010. Foi o Stig que mais durou até agora.
Desde sua estreia, já houve especulações sobre sua identidade. Após observar o Stig andando em Silverstone, o piloto Fernando Alonso disse que "quem quer que esteja no carro é um motorista realmente bom... eu não tenho nenhuma ideia de quem ele é, mas ele é definitivamente ex-F1."
Em janeiro de 2009, rumores sobre a identidade de Stig foram espalhados, com notícias que afirmavam que era um homem na casa dos 30 anos, casado, que vivia em uma casa de 300 mil libras e tinha um carro de 15 mil libras, além de ganhar cerca de 150 mil libras no seu emprego no Top Gear e trabalhos como dublê de pilotos. No mesmo mês, várias fontes afirmaram que o Stig era Ben Collins.
Em junho de 2009, Jeremy Clarkson anunciou na sua coluna que Stig iria mostrar seu rosto na décima terceira temporada da série. Quando isto ocorreu, Michael Schumacher revelou ser o Stig. Porém, no final do programa, Clarkson deixou a dúvida no ar, ao afirmar que, possivelmente, Schumacher não era o Stig.
Em agosto de 2010, foi anunciado que a BBC estava em uma disputa legal com Ben Collins, que ameaçava publicar uma autobiografia onde confirmava ser o Stig. A disputa foi decidida em favor de Collins e a autobiografia acabou por ser publicada em setembro de 2010. Por tal, Collins foi demitido de seu emprego como o piloto misterioso.

### Stig branco (segundo)
Em 26 de dezembro de 2010, foi introduzido o terceiro e atual Stig no especial Oriente Médio, onde os três apresentadores interpretariam os três reis magos. Na conclusão do episódio, descobriram que o bebê na manjedoura mecânica não era Jesus, mas sim um "Bebê Stig".
No início da décima sexta temporada, os apresentadores explicam que "os Stigs crescem rápido", introduzindo o anterior bebê como o novo piloto misterioso. Além de um capacete e macacão ligeiramente diferente, o atual Stig se assemelha muito ao anterior. Em seu primeiro episódio, ele estabeleceu um tempo-recorde na pista (1:15.1) em um Ariel Atom V8. Clarkson comentou que o atual Stig "tem tempos muito similares ao Stig anterior".

## Prêmios e nomeações
Em novembro de 2005, o programa ganhou um Emmy Internacional na categoria de melhor série de entretenimento sem roteiro. No episódio onde os apresentadores mostraram o prêmio à plateia, Clarkson brincou afirmando que ele não pôde ir à Nova Iorque receber o prêmio porque ele estava ocupado escrevendo o novo roteiro para o programa.
O programa também foi indicado em três anos consecutivos (2004, 2005 e 2006) para o British Academy Television Awards na categoria de melhor conteúdo. Clarkson também foi indicado na categoria de melhor "performance de entretenimento" em 2006. Em 2004 e 2005, o Top Gear foi também nomeado para um Prêmio Nacional de Televisão na categoria "programa factual mais popular"; ganhou o prêmio em 2006, 2007, 2008 e 2011. Ao receber o prêmio em outubro de 2007, Richard Hammond fez o comentário de que eles realmente mereciam este ano, porque ele não teve que bater em ninguém para conseguir alguns "votos de simpatia".
Os apresentadores também anunciaram ter recebido prêmios de importância menor. Richard Hammond ganhou o prêmio "Melhor corte de cabelo da TV" na 10ª temporada, enquanto James May ganhou o prêmio de pior corte.
No final de 2009, o Top Gear foi eleito o melhor programa da década em uma pesquisa do Channel 4, na frente de O Aprendiz e de Doctor Who (em segundo e terceiro lugar, respectivamente). Especialistas de televisão e mil membros do público participaram da votação. Os resultados foram transmitido no domingo, 27 de dezembro de 2009 às 21:00, ao mesmo tempo que o programa exibia o Especial Bolívia na BBC Two.

## Críticas
O Top Gear tem sido muitas vezes criticado pelo público e pela Ofcom. A maioria das críticas são feitas em relação aos comentários dos apresentadores, porém outros aspectos do programa também são criticados. Os conteúdos mais criticados correspondem (mas não são limitados) à ofensas, conduções inadequadas, ridicularização das questões ambientais, alemães, mexicanos e poloneses.
O programa também foi acusado de denegrir a imagem da fabricante de veículos Tesla, em um episódio exibido pela primeira vez em 2008. A empresa levou o programa ao tribunal por difamação e falsidade maliciosa após o mesmo afirmar que a bateria de um de seus veículos tinha acabado depois de apenas 88 quilômetros. Em 19 de outubro de 2011, o tribunal de Londres rejeitou a alegação de difamação da Tesla, alegando que a série é um programa de entretenimento e não um programa informativo.
Em março de 2014, a atriz indiana Somi Guha fez uma queixa formal à BBC por US$ 1,8 milhões, por conta de um termo racista utilizado após a construção de uma ponte sobre o rio Kok (no Especial Birmânia). Após a sua conclusão, Clarkson disse: "Isso é um momento de orgulho, mas há uma inclinação na ponte", e Richard Hammond acrescentou: "Sim, certo. É definitivamente mais alto por esse lado". Isso levou a queixas de que "inclinação" é um termo depreciativo para uma pessoa asiática. Em abril, produtor executivo Andy Wilman do Top Gear pediu desculpas por causa da apologia racista. Em julho 2014, a Ofcom decidiu que a BBC tinha violado regras de radiodifusão, incluindo este termo racial ofensivo. Em maio 2014, havia reclamações e pedidos para que Clarkson fosse demitido depois que foi revelado que ele tinha aparentemente usado a palavra "nigger" (termo utilizado para se referir às pessoas negras) ao fazer uma rima infantil em uma cena que não foi ao ar no programa. Clarkson negou ter usado a palavra, e, em seguida, pediu desculpas quando um clipe anterior que não foi ao ar revelou que ele tinha dito tal termo.
O Top Gear também recebeu várias críticas após outubro de 2014, durante as filmagens do Especial Patagônia, da 22ª temporada. Os apresentadores e a equipe de filmagem foram expulsos do país por manifestantes que atiraram pedras contra a equipe. Tal protesto foi por conta da placa utilizada no Porsche 928 GT no carro de Jeremy Clarkson (H982 FKL) em que acredita-se fazer referência à Guerra das Malvinas de 1982 (1982 Falkland). A BBC afirmou que a placa foi uma pura coincidência.

## Produções internacionais
O Top Gear foi transmitido em 214 países diferentes e conta com uma audiência estimada de 350 milhões de espectadores toda semana até o final de 2014. Além da série britânica original, foram produzidas várias versões locais ao redor do mundo, feitos sob licença da BBC Worldwide. Contudo, a popularidade nunca é equivalente ou superior à do programa original.

### Austrália
Em 19 de novembro de 2007, foi revelado que uma versão australiana de Top Gear seria produzida pela rede Special Broadcasting Service em conjunto com Freehand Productions, parceiro Austrália-Ásia da BBC Worldwide. Este anúncio marca a primeira vez em que uma versão estrangeira do Top Gear é produzida. Nenhuma indicação foi dada sobre a composição exata da série, além de que ela teria um estilo distintamente australiano. A SBS correu uma competição para encontrar apresentadores para a série, e em maio de 2008 confirmou que os apresentadores do programa australiano deviam ser Charlie Cox, Warren Brown, Steve Pizzati e um 'primo' local do Stig. James Morrison substituiu Charlie na segunda temporada de Top Gear Australia. A versão australiana versão recebeu várias críticas, em uma performance considerada "fraca". Eventualmente, o Top Gear do Reino Unido e o Top Gear Austrália reuniram-se e desafiaram-se mutuamente. Top Gear Austrália foi cancelado em setembro de 2011.

### Rússia
Em 14 de outubro de 2008, o site do Top Gear confirmou que uma versão russa do programa foi marcada para produção até o final do ano. Inicialmente, 15 episódios foram agendados. O formato é semelhante à versão original britânica, contando com três apresentadores.
Depois de apenas metade da primeira temporada, a transmissão da versão russa foi cancelada devido às críticas dos telespectadores. O canal passou a transmitir a versão britânica da série a partir de então.

### Estados Unidos
Em agosto de 2010, foi anunciado que TV paga History Channel havia iniciado a produção da versão estadunidense com inicialmente 10 episódios. A série estreou em 21 de novembro de 2010. Um trailer foi lançado no início de agosto mostrando imagens dos apresentadores. Tanner Foust permaneceu como apresentador, acompanhado pelo comediante e ator Adam Ferrara e analista corridas Rutledge Wood. Ainda em exibição, já foram ao ar mais de 63 episódios.

### Coreia do Sul
Em 20 de agosto de 2011, a primeira temporada da versão coreana do Top Gear, produzido pelo Canal XTM, foi ao ar com 13 episódios. A versão coreana ainda está em exibição.

### China
Em maio de 2014, a BBC anunciou que assinou um acordo com a Honyee Media para produzir uma versão local do Top Gear na China. Em 13 de novembro de 2014, a primeira série do Top Gear China estreou em Shanghai Dragon TV.

### França
A versão mais recente, a francesa, estreou em 2015 na RMC Découverte. É apresentado pelo ator Philippe Lellouche, pelo motorista profissional Bruce Jouanny e por Yann Larret-Menezo, um artista de música eletrônica e jornalista.
O primeiro episódio, transmitido em 18 de março de 2015 às 20:45, quebrou recorde de audiência da RMC Découverte com 966 mil espectadores (3,6% da audiência).